# Улица Фрунзе (Воронеж)
Улица Фру́нзе — улица в исторической части Воронежа. Проходит, с перерывом, от улицы Гора Металлистов до Большой Стрелецкой улицы. Является одной из границ Центрального района города, частично проходит в Ленинском районе. Одна из границ Университетского сквера. Протяжённость улицы около 530 м.

## История
Верхняя часть улицы прошла по границе бывшей Воронежской крепости XVII века, в XVII столетии в этой части оборонительной стены находилась проездная башня с воротами. В документах второй половины XVII века башня названа Никольской (по другому наименованию Спасской церкви — Никольская).
Ныне от Университетской площади улица ведёт мимо Спасской церкви в нижнюю часть Стрелецкого лога.
С XVIII века улица называлась Консисторской по епархиальному учреждению, консистории. Здание консистории входило в комплекс архиерейского подворья, которое находилось на месте нынешнего главного корпуса Воронежского государственного университета и, частично, прилегающего к нему сквера. В 1836 году подворье стало Митрофановым монастырём. Монастырские строения утрачены.
Памятником дореволюционного Воронежа была несохранившаяся усадьба известного воронежского художника Л. Г. Соловьева, приобретённая им в 1869 году. Усадьба занимала бровку холма на углу Консисторской и Верхней Ильинской улиц (ныне — Шевченко). Дом и усадебный сад хозяином был превращён в своеобразный музей со скульптурными и живописными экспонатами.
1928 году улица получила имя в память крупного советского военного деятеля Михаила Васильевича Фрунзе (1885—1925).
На улице сохранилась дореволюционная жилая застройка, интересным архитектурно-историческим памятником является бывший дом мещанина П. Н. Карманова (д. 23, 1900—1901). Напротив сохранилось основание кирпичной монастырской стены XVIII—XIX веков. Присыпанная грунтом она не видна.